# Чемпіонат УРСР з легкої атлетики в приміщенні 1978
Чемпіонат УРСР з легкої атлетики в приміщенні 1978 серед дорослих був проведений 7-8 лютого у Харкові в легкоатлетичному манежі ХТЗ.
Формально до програми змагань чемпіонату в приміщенні входили також метальні дисципліни просто неба — метання молота у чоловіків, а також метання диска у чоловіків та жінок.

## Призери

### Чоловіки
| Дисципліни                | Золото                             | Золото      | Срібло                          | Срібло  | Бронза                                   | Бронза  |
| ------------------------- | ---------------------------------- | ----------- | ------------------------------- | ------- | ---------------------------------------- | ------- |
| 60 метрів                 | Володимир Ігнатенко Київ           | 6,5h        | Валерій Ратушний Київ           | 6,5     | Валерій Цехович Київ                     | 6,6     |
| 100 метрів                | Володимир Ігнатенко Київ           | 10,3h =NIB  | Валерій Ратушний Київ           | 10,5    | Сергій Голіус Харківська обл.            | 10,6    |
| 400 метрів                | Віктор Бураков Київ                | 48,6h       | Василь Архипенко Донецька обл.  | 49,5    | В. Рогозянський Харківська обл.          | 49,7    |
| 800 метрів                | Василь Комінарець Житомирська обл. | 1.52,8h     | Є. Слободенюк Сумська обл.      | 1.53,3  | В. Невкритий Київ                        | 1.53,5  |
| 1500 метрів               | Петро Анисим Львівська обл.        | 3.49,3h     | М. Чепур Сумська обл.           | 3.49,8  | Микола Кривопатько Львівська обл.        | 3.49,9  |
| 3000 метрів               | Сергій Олізаренко Одеська обл.     | 8.08,8h     | А. Орлов Одеська обл.           | 8.10,6  | Олександр Величко Київ                   | 8.11,2  |
| 60 метрів з бар'єрами     | В'ячеслав Найденко Київ            | 7,7h        | Степан Кузів Львівська обл.     | 7,8     | Микола Штангеєв Донецька обл.            | 7,9     |
| 110 метрів з бар'єрами    | В'ячеслав Найденко Київ            | 13,8h       | Сергій Оринянський Київ         | 14,2    | Микола Штангеєв Донецька обл.            | 14,4    |
| 2000 метрів з перешкодами | Олександр Величко Київ             | 5.32,6h NIB | Віктор Карпенко Харківська обл. | 5.33,3  | Михайло Онучин Кримська обл.             | 5.38,1  |
| Ходьба 5000 метрів        | Леонід Вільгота Львівська обл.     | 20.19,8h    | В. Голов Харківська обл.        | 20.28,0 | В. Кучма Ворошиловградська обл.          | 20.35,0 |
| Стрибки у висоту          | Володимир Кіба Київ                | 2,18        | Сергій Сенюков Чернівецька обл. | 2,18    | Сергій Бараненко Львівська обл.          | 2,15    |
| Стрибки з жердиною        | Євген Тананика Харківська обл.     | 5,20        | Сергій Коріненко Донецька обл.  | 5,00    | Микола Козлов Донецька обл.              | 5,00    |
| Стрибки у довжину         | О. Лобунець Київ                   | 7,41        | Павло Бардаков Київська обл.    | 7,30    | Володимир Сидоров Ворошиловградська обл. | 7,30    |
| Потрійний стрибок         | Геннадій Ковтунов Донецька обл.    | 16,69 NIB   | Олександр Яковлєв Київ          | 15,78   | Павло Лобанов Запорізька обл.            | 15,53   |
| Штовхання ядра            | Володимир Кисельов Полтавська обл. | 19,26       | Андрій Шурепов Київ             | 17,87   | Анатолій Самолюк Хмельницька обл.        | 17,20   |
| Семиборство               | Петро Климов Черкаська обл.        | 5250        | Костянтин Була Київ             | 5246    | Валерій Родкін Дніпропетровська обл.     | 5226    |

#### Просто неба
| Дисципліни     | Золото                              | Золото | Срібло                     | Срібло | Бронза                               | Бронза |
| -------------- | ----------------------------------- | ------ | -------------------------- | ------ | ------------------------------------ | ------ |
| Метання диска  | Віктор Журба Ворошиловградська обл. | 59,70  | Ігор Дугинець Одеська обл. | 58,90  | В. Боровко Черкаська обл.            | 53,16  |
| Метання молота | Юрій Сєдих Київ                     | 71,40  | Юрій Тамм Київ             | 69,40  | Федір Палєхін Ворошиловградська обл. | 66,58  |

### Жінки
| Дисципліни             | Золото                                   | Золото     | Срібло                                   | Срібло | Бронза                                   | Бронза |
| ---------------------- | ---------------------------------------- | ---------- | ---------------------------------------- | ------ | ---------------------------------------- | ------ |
| 60 метрів              | Тетяна Пророченко Запорізька обл.        | 7,4h       | Лідія Земляна Київ                       | 7,5    | Зоя Войтенко Дніпропетровська обл.       | 7,5    |
| 100 метрів             | Тетяна Пророченко Запорізька обл.        | 11,7h =NIB | Зоя Войтенко Дніпропетровська обл.       | 11,9   | Наталія Цирук Київ                       | 11,9   |
| 400 метрів             | Марія Кульчунова Київ                    | 54,6h      | Людмила Аксьонова Київ                   | 55,4   | В. Зайцева Харківська обл.               | 58,8   |
| 800 метрів             | Любов Смолка Київ                        | 2.10,9h    | Н. Кожушко Київ                          | 2.12,6 | Л. Чернишова Черкаська обл.              | 2.13,1 |
| 1500 метрів            | Любов Смолка Київ                        | 4.27,0h    | Тамара Коба Дніпропетровська обл.        | 4.31,3 | О. Аврамова Одеська обл.                 | 4.33,2 |
| 60 метрів з бар'єрами  | Людмила Оринянська Київ                  | 8,4h       | Тетяна Малюванець Ворошиловградська обл. | 8,5    | Алла Скиценко Львівська обл.             | 8,5    |
| 100 метрів з бар'єрами | Людмила Оринянська Київ                  | 14,0h      | Алла Скиценко Львівська обл.             | 14,2   | Тетяна Малюванець Ворошиловградська обл. | 14,7   |
| Стрибки у висоту       | Надія Осколок Київ                       | 1,85       | Ольга Бондаренко Ворошиловградська обл.  | 1,80   | Тетяна Цуканова Чернівецька обл.         | 1,80   |
| Стрибки у довжину      | Ірина Паленко Дніпропетровська обл.      | 5,89       | Надія Тарасова Хмельницька обл.          | 5,88   | О. Бондаренко Харківська обл.            | 5,76   |
| Штовхання ядра         | Людмила Цвигун Запорізька обл.           | 16,09      | Валентина Чорноплеча Львівська обл.      | 16,00  | В. Прилепко Київ                         | 14,78  |
| П'ятиборство           | Катерина Гордієнко Дніпропетровська обл. | 4140       | Тетяна Шпак Ворошиловградська обл.       | 3806   | Валентина Ісправникова Харківська обл.   | 3791   |

#### Просто неба
| Дисципліни    | Золото                                 | Золото | Срібло               | Срібло | Бронза                        | Бронза |
| ------------- | -------------------------------------- | ------ | -------------------- | ------ | ----------------------------- | ------ |
| Метання диска | Надія Мартинчук Ворошиловградська обл. | 56,60  | Світлана Сухова Київ | 54,46  | Марія Мокросноп Київська обл. | 50,78  |